# ویروس خراشک توتون
ویروس خراشک توتون (انگلیسی: Tobacco etch virus) (TEV) یک ویروس گیاهی است که باعث ایجاد خسارت در گیاهان توتون و سایر گیاهان خانواده بادنجانیان، مانند گوجه فرنگی، فلفل و سیب زمینی می‌شود. این ویروس باعث ایجاد علائمی مانند لکه‌ها و خطوط زرد یا قهوه‌ای روی برگ‌ها، بدشکلی برگ‌ها و کاهش رشد گیاه می‌شود. TEV از طریق شته‌ها و همچنین از طریق تماس مکانیکی بین گیاهان آلوده و سالم منتقل می‌شود.
TEV یک ویروس RNA تک‌رشته‌ای مثبت است که متعلق به جنس Potyvirus در خانواده Potyviridae است. ژنوم این ویروس حدود ۹۵۰۰ نوکلئوتید طول دارد و یک پلی‌پروتئین بزرگ را کد می‌کند که سپس به پروتئین‌های عملکردی مختلف تقسیم می‌شود. این پروتئین‌ها در فرآیندهای مختلف ویروسی مانند همانندسازی، حرکت و انتقال نقش دارند.
TEV در سراسر جهان در مناطقی که توتون و سایر گیاهان خانواده بادنجانیان کشت می‌شوند، یافت می‌شود. این ویروس می‌تواند باعث خسارات اقتصادی قابل توجهی به محصولات کشاورزی شود، زیرا می‌تواند باعث کاهش عملکرد و کیفیت محصولات شود.
در حال حاضر هیچ درمانی برای TEV وجود ندارد، اما می‌توان با استفاده از روش‌های پیشگیری مانند استفاده از بذرهای سالم، کنترل شته‌ها و حذف گیاهان آلوده، از شیوع آن جلوگیری کرد. همچنین، برخی از ارقام توتون و سایر گیاهان خانواده بادنجانیان نسبت به TEV مقاوم هستند و می‌توان از آنها برای کاهش خسارات ناشی از این ویروس استفاده کرد.